# Sandra Harms
Sandra Harms, född 23 december 1980, är en svensk filmproducent. Hon arbetar på bolaget Nordic Drama Queens.
Under åren 2009–2014 var hon producent på Sonet Film / SF och producerade bl.a. filmerna Prinsessa av Teresa Fabik, Bekas av Karzan Kader och Vi av Mani Maserrat med manus av Jens Jonsson. 2014 startade hon tillsammans med Jonas Allen och Peter Bose Miso Film Sverige och producerade under 2015–2017 TV-serien Modus i två säsonger med Melinda Kinnaman och Henrik Norlén i huvudrollerna. Serien som är en thriller i 8 avsnitt visades i TV4 hösten 2015 och hade en snittpublik på en miljon tittare per avsnitt. Modus har även sålts till många länder utanför Sverige t.ex. Tyskland (ZDF), Frankrike, Spanien och UK (BBC). I säsong 2 spelar Kim Cattrall USA:s första kvinnliga president.
Harms blev Guldbaggenominerad 2010 för Prinsessa och 2020 för 438 dagar. Hon vann tillsammans med Ella Lemhagen, Peter Jöback och Rachel Bodros Wolgers Guldbaggen publikens pris för Jag kommer hem igen till jul 2020. Hon utsågs till "Producer on the move" vid Filmfestivalen i Cannes 2012.
Harms har även producerat filmatiseringen av Johan Persson och Martin Schibbyes bok 438 dagar med manus av Peter Birro, regisserad av Jesper Ganslandt och med Gustaf Skarsgård och Matias Varela i huvudrollerna samt TV-serien Box 21 för Viaplay som sändes 2020.
2022 har serien Lust premiär som Harms producerat tillsammans med Karl Fredrik Ulfung. Lust är HBOMax första svenska originalserie och huvudrollerna görs av Sofia Helin, Julia Dufvenius, Anja Lundqvist och Elin Klinga. Ella Lemhagen regisserar alla 8 avsnitt.

## Producent
- 2022 – Lust (TV-serie)
- 2020 – Box 21
- 2019 – Jag kommer hem igen till jul
- 2019 – 438 dagar
- 2015–2017 – Modus (TV-serie)
- 2013 – Vi
- 2012 – Bekas
- 2009 – Prinsessa
- 2007 – Myskväll
- 2006 – Stilla Natt